# Asianellus festivus
Asianellus festivus là một loài nhện trong họ Salticidae.
Loài này thuộc chi Asianellus. Asianellus festivus được Carl Ludwig Koch miêu tả năm 1834.

## Hình ảnh

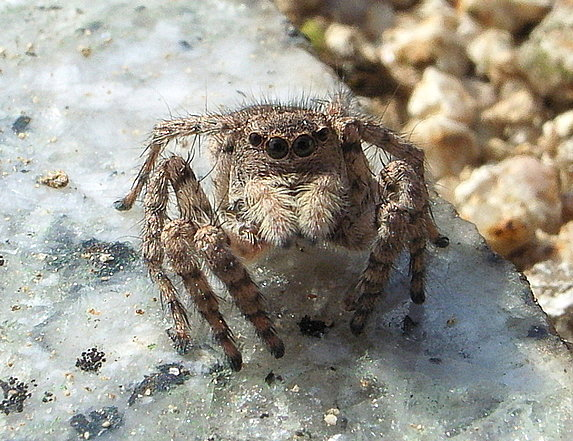
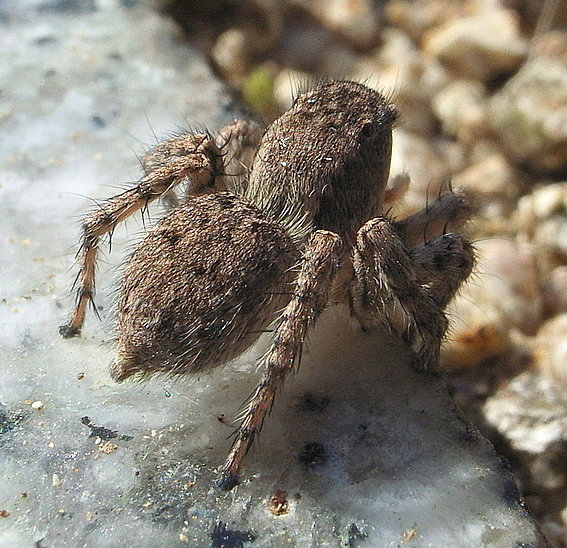
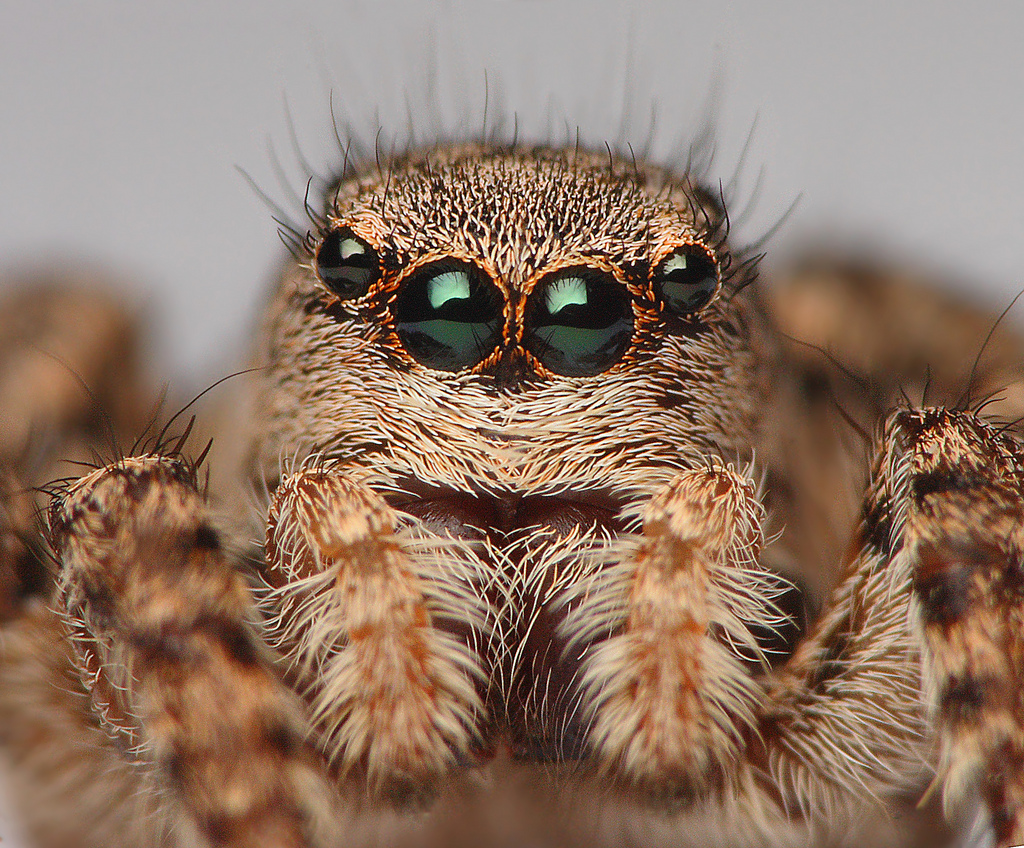